# Siapiccia
Siapiccia (Siapicia o Siipicìa in sardo) è un comune italiano di 336 abitanti della provincia di Oristano in Sardegna.

## Storia
Posto alle porte del Barigadu tra le colline del Grighine (nome da cui deriva quello del territorio circostante), l'abitato ha origini che risalgono probabilmente al periodo fenicio-punico per la presenza nel territorio di tombe e graffiti, oltre che di nuraghi.
In epoca romana fu un presidio lungo una strada che collegava Fordongianus (l'antica Forum Traiani) con Usellus (l'antica Colonia Iulia). Doveva trattarsi probabilmente di una strada secondaria o comunque di minor lunghezza: il nome Siapiccia infatti viene dal sardo sa ìa picìa, cioè la strada piccola, opposto a quello dell'abitato limitrofo detto Siamanna, sa ìa manna, cioè la strada grande.
Durante il medioevo il paese era inizialmente sotto l'autorità del Giudicato di Arborea nella Curatoria di Simaxis. Alla caduta del giudicato (1420) entrò a far parte del Marchesato di Oristano. Alla definitiva sconfitta degli arborensi, nel 1478, passò sotto il dominio aragonese e divenne un feudo.
Intorno al 1767, in epoca sabauda, venne incorporato nel marchesato d'Arcais, feudo dei Flores Nurra, ai quali fu riscattato nel 1839 con la soppressione del sistema feudale, per cui divenne un comune amministrato da un sindaco e da un consiglio comunale.
Nel 1928 venne costituita un'unica entità comunale insieme ai comuni di Villaurbana e Siamanna.
Nel 1947 si distacca insieme a Siamanna dal comune di Villaurbana e infine nel 1975 in seguito al risultato di un referendum si costituisce come comune autonomo.

### Simboli
Lo stemma e il gonfalone del comune di Siapiccia sono stati concessi con decreto del presidente della Repubblica del 4 ottobre 2001.

## Società

### Evoluzione demografica
Abitanti censiti

### Lingue e dialetti
La variante del sardo parlata a Siapiccia è riconducibile alla Limba de mesania

## Amministrazione
| Periodo         | Periodo         | Primo cittadino | Partito                            | Carica  | Note |
| --------------- | --------------- | --------------- | ---------------------------------- | ------- | ---- |
| 30 maggio 2010  | 31 maggio 2015  | Raimondo Deidda | Lista civica "Unius pro Siapiccia" | Sindaco |      |
| 31 maggio 2015  | 26 ottobre 2020 | Raimondo Deidda | Lista civica "Unius pro Siapiccia" | Sindaco |      |
| 26 ottobre 2020 | in carica       | Raimondo Deidda | Lista civica "Unius pro Siapiccia" | Sindaco |      |